# Consorcio de la Zona Franca de Santander
El Consorcio de la Zona Franca de Santander es una entidad pública cuyo objeto es la dinamización económica de su zona de influencia, principalmente la ciudad de Santander, Cantabria, España.

## Antecedentes históricos
La Zona Franca de Santander, desde el punto de vista histórico, surge como evolución natural del antiguo Depósito Franco de Santander adaptándose a los nuevos tiempos y a los mercados emergentes. Éste fue fundado en por Real Decreto de 11 de agosto de 1918, como instrumento facilitador del comercio internacional. Era parte del territorio aduanero comunitario separado del mismo, en el que se podían introducir toda clase de mercancías, cualquiera que fuese la cantidad, naturaleza, origen, procedencia o destino, sin perjuicio, eso si, de las prohibiciones o restricciones que podían establecerse por razones de orden público, moralidad y segirdad pública, protección de la salud, etc.
Dichas mercancías podían permanecer popr tiempo ilimitado hasta que el operador quisiera darle otro destino aduanero (régimen aduanero, reexportación, abandono, etc..), no estando sometidas durante su estancia a derechos de importación, gravamenes interiores o medidas de política comercial.
En virtud de la orden HAP/449/2016, de 30 de marzo, se autorizó la constitución de la actual Zoan Franca de Santander, revocando así la concesión del Depósito Franco de Santander.
Para llevar a cabo su actividad, posee 49.000 m² de capacidad de almacenaje.

## Órganos de gobierno
Los órganos de gobierno del Consorcio son 2: el Pleno y el Comité Ejecutivo. La presidencia del plenario corresponde al Presidente de la Cámara de Comercio de Cantabria, mientras que el órgano ejecutivo del Consorcio es presidido por el Delegado Especial del Estado elegido por el Gobierno de España.
El actual delegado especial del Estado, que actúa como presidente del Comité Ejecutivo es, desde el 2020, Francisco Fernández Mañanes.

### Entidades que participan en el consorcio
En el Consorcio participan numerosas instituciones y organismos, tales como el Gobierno de España, el Gobierno de Cantabria, el Ayuntamiento de Santander, la Delegación de Aduanas en Cantabria de la AEAT, la Autoridad Portuaria de Santander, la Cámara de Comercio de Cantabria, la Delegación del Gobierno en Cantabria y el Banco Santander.